# Dyscritomyia alta
Dyscritomyia alta är en tvåvingeart som beskrevs av Hardy 1981. Dyscritomyia alta ingår i släktet Dyscritomyia och familjen spyflugor. Inga underarter finns listade i Catalogue of Life.